# Paik Seung-ho
Paik Seung-ho (백승호?; Seul, 17 marzo 1997) è un calciatore sudcoreano, centrocampista o attaccante del Birmingham City e della nazionale sudcoreana.

## Caratteristiche tecniche
Interno di centrocampo polivalente, può giocare come ala su entrambe le fasce.

## Carriera

### Nazionale
Partecipa al Mondiale Under-20 del 2017 svoltosi in Corea del Sud: segna due gol nel torneo, entrambi nella fase a gironi, prima contro la Guinea (3-0), poi contro i pari età dell'Argentina, realizzando dagli undici metri la seconda rete per i sudcoreani che, a fine gara, elimina l'Argentina dal torneo (la sfida termina 2-1). Agli ottavi la Corea del Sud esce contro il Portogallo subendo una sconfitta per 1-3.

## Statistiche

### Cronologia presenze e reti in nazionale
| Cronologia completa delle presenze e delle reti in nazionale ― Corea del Sud | Cronologia completa delle presenze e delle reti in nazionale ― Corea del Sud | Cronologia completa delle presenze e delle reti in nazionale ― Corea del Sud | Cronologia completa delle presenze e delle reti in nazionale ― Corea del Sud | Cronologia completa delle presenze e delle reti in nazionale ― Corea del Sud | Cronologia completa delle presenze e delle reti in nazionale ― Corea del Sud | Cronologia completa delle presenze e delle reti in nazionale ― Corea del Sud | Cronologia completa delle presenze e delle reti in nazionale ― Corea del Sud |
| Data                                                                         | Città                                                                        | In casa                                                                      | Risultato                                                                    | Ospiti                                                                       | Competizione                                                                 | Reti                                                                         | Note                                                                         |
| ---------------------------------------------------------------------------- | ---------------------------------------------------------------------------- | ---------------------------------------------------------------------------- | ---------------------------------------------------------------------------- | ---------------------------------------------------------------------------- | ---------------------------------------------------------------------------- | ---------------------------------------------------------------------------- | ---------------------------------------------------------------------------- |
| 11-6-2019                                                                    | Seul                                                                         | Corea del Sud                                                                | 1 – 1                                                                        | Iran                                                                         | Amichevole                                                                   | -                                                                            | 78’                                                                          |
| 5-9-2019                                                                     | Istanbul                                                                     | Georgia                                                                      | 2 – 2                                                                        | Corea del Sud                                                                | Amichevole                                                                   | -                                                                            | 46’                                                                          |
| 10-10-2019                                                                   | Hwaseong                                                                     | Corea del Sud                                                                | 8 – 0                                                                        | Sri Lanka                                                                    | Qual. Mondiali 2022                                                          | -                                                                            |                                                                              |
| 16-11-2021                                                                   | Doha                                                                         | Iraq                                                                         | 0 – 3                                                                        | Corea del Sud                                                                | Qual. Mondiali 2022                                                          | -                                                                            | 88’                                                                          |
| 15-1-2022                                                                    | Aksu                                                                         | Islanda                                                                      | 1 – 5                                                                        | Corea del Sud                                                                | Amichevole                                                                   | 1                                                                            |                                                                              |
| 21-1-2022                                                                    | Boztepe                                                                      | Moldavia                                                                     | 0 – 4                                                                        | Corea del Sud                                                                | Amichevole                                                                   | 1                                                                            | 71’                                                                          |
| 1-2-2022                                                                     | Dubai                                                                        | Siria                                                                        | 0 – 2                                                                        | Corea del Sud                                                                | Qual. Mondiali 2022                                                          | -                                                                            |                                                                              |
| 2-6-2022                                                                     | Seul                                                                         | Corea del Sud                                                                | 1 – 5                                                                        | Brasile                                                                      | Amichevole                                                                   | -                                                                            | 58’                                                                          |
| 10-6-2022                                                                    | Suwon                                                                        | Corea del Sud                                                                | 2 – 2                                                                        | Paraguay                                                                     | Amichevole                                                                   | -                                                                            | 60’                                                                          |
| 14-6-2022                                                                    | Seul                                                                         | Corea del Sud                                                                | 4 – 1                                                                        | Egitto                                                                       | Amichevole                                                                   | -                                                                            | 79’                                                                          |
| 20-7-2022                                                                    | Toyota                                                                       | Corea del Sud                                                                | 3 – 0                                                                        | Cina                                                                         | Coppa dell'Asia orientale 2022                                               | -                                                                            |                                                                              |
| 24-7-2022                                                                    | Toyota                                                                       | Corea del Sud                                                                | 3 – 0                                                                        | Hong Kong                                                                    | Coppa dell'Asia orientale 2022                                               | -                                                                            | 46’                                                                          |
| 27-9-2022                                                                    | Seul                                                                         | Corea del Sud                                                                | 1 – 0                                                                        | Camerun                                                                      | Amichevole                                                                   | -                                                                            | 82’                                                                          |
| 11-11-2022                                                                   | Hwaseong                                                                     | Corea del Sud                                                                | 1 – 0                                                                        | Islanda                                                                      | Amichevole                                                                   | -                                                                            | 46’                                                                          |
| 5-12-2022                                                                    | Doha                                                                         | Brasile                                                                      | 4 – 1                                                                        | Corea del Sud                                                                | Mondiali 2022 - Ottavi di finale                                             | 1                                                                            | 65’                                                                          |
| 21-3-2024                                                                    | Seul                                                                         | Corea del Sud                                                                | 1 – 1                                                                        | Thailandia                                                                   | Qual. Mondiali 2026                                                          | -                                                                            |                                                                              |
| 26-3-2024                                                                    | Bangkok                                                                      | Thailandia                                                                   | 0 – 3                                                                        | Corea del Sud                                                                | Qual. Mondiali 2026                                                          | -                                                                            | 46’                                                                          |
| 10-10-2024                                                                   | Amman                                                                        | Giordania                                                                    | 0 – 2                                                                        | Corea del Sud                                                                | Qual. Mondiali 2026                                                          | -                                                                            | 90’                                                                          |
| 15-10-2024                                                                   | Yongin                                                                       | Corea del Sud                                                                | 3 – 2                                                                        | Iraq                                                                         | Qual. Mondiali 2026                                                          | -                                                                            | 85’                                                                          |
| 14-11-2024                                                                   | Al Kuwait                                                                    | Kuwait                                                                       | 1 – 3                                                                        | Corea del Sud                                                                | Qual. Mondiali 2026                                                          | -                                                                            | 81’                                                                          |
| 20-3-2025                                                                    | Goyang                                                                       | Corea del Sud                                                                | 1 – 1                                                                        | Oman                                                                         | Qual. Mondiali 2026                                                          | -                                                                            | 38’                                                                          |
| Totale                                                                       |                                                                              | Presenze                                                                     | 21                                                                           |                                                                              | Reti                                                                         | 3                                                                            |                                                                              |

## Palmarès

### Club

#### Competizioni nazionali
- Football League One: 1

Birmingham City: 2024-2025

### Nazionale
- Giochi asiatici: 1

2022